# Brooklyn Academy of Music
Brooklyn Academy of Music (zkráceně BAM) je dějiště různých uměleckých akcí v Brooklynu v New York City. Na tomto místě se nachází od roku 1908, existovala však již dříve. Od roku 1981 se zde koná festival Next Wave, na němž v různých letech mimo jiné vystoupili Philip Glass, John Cale nebo Lucinda Childs. V lednu 2013 se zde konal koncert Life Along the Borderline: A Tribute to Nico věnovaný zpěvačce Nico. Vystoupili zde například Nick Franglen, Kim Gordon, Mark Lanegan, The Magnetic Fields nebo Sharon Van Etten.